# The Dark Queen of Krynn
The Dark Queen of Krynn est un jeu vidéo de rôle développé et publié par Strategic Simulations (SSI) en 1992 sur Amiga, MS-DOS et Macintosh. Le jeu est basé sur le jeu de rôle médiéval-fantastique Donjons et Dragons, publié par TSR. Il est le troisième volet d’une trilogie, se déroulant dans l’univers de Lancedragon et utilisant le moteur de jeu Gold Box. Il fait suite à Champions of Krynn et Death Knights of Krynn dont il reprend à l'identique le système de jeu.

## Système de jeu
Comme ses prédécesseurs, Death Knights of Krynn utilise un système de jeu identiques à celui des jeux Gold Box comme Pool of Radiance. Le jeu démarre au choix par une phase d'importation des personnages depuis le précédent opus ou par une phase de création. En cas de création, le joueur doit sélectionner une race et une classe pour chacun de ses héros, pendant que les caractéristiques (force, dextérité, constitution, intelligence, sagesse et charisme) sont générées aléatoirement. Des races propres à l'univers Lancedragon sont disponibles : nain des collines ou des montagnes et même Kender. Le joueur peut également importés ses personnages depuis Death Knights of Krynn.
Le jeu se différencie de son prédécesseur en ajoutant de nouvelles options. Il introduit d'abord un nouveau système permettant de charger une partie sans avoir à quitter le jeu. Il ajoute également une nouvelle commande permettant d'afficher les objets magiques portés par le groupe d'aventuriers contrôlé par le joueur.

## Accueil
| The Dark Queen of Krynn |    |      |
| Amiga Format            | GB | 49 % |
| Amiga Mania             | US | 76 % |
| Amiga Power             | GB | 67 % |
| Gen4                    | FR | 79 % |
| Joystick                | FR | 55 % |

Au total, 40 640 copies du jeu sont vendues par Strategic Simulations.
Rétrospectivement, la journaliste Scorpia du magazine Computer Gaming World juge que ce dernier volet de la série Champions of Krynn est « plus vaste » que n’importe lequel de ses prédécesseurs et qu’il propose une « abondance de combats ». D’après elle, ces derniers s’enchainent d’ailleurs à un rythme plus soutenu que dans n’importe quel autre jeu Gold Box. Elle note également que dans de nombreuses situations, les choix du joueur n’ont aucune influence sur le déroulement et estime donc que le jeu est avant tout dédié aux fans de la série.